# Прегибіна
Прегибіна (словац. Priehybina) — річка; права притока Турця, протікає в окрузі Ревуця.
Довжина приблизно 4.7-4.8 км. Витік знаходиться в масиві Ревуцька-Верховина (геоморфологічна підодиниця Железницьке передгір'я) — на висоті приблизно 405—410 метрів.
Протікає територією села Каменяни. Впадає в Турець на висоті близько 228—230 метрів.